# Opatov (Třebíč)
Opatov (in tedesco Oppatau) è un comune mercato della Repubblica Ceca facente parte del distretto di Třebíč, nella regione di Vysočina.